# Loucká obora
Loucká obora je přírodní památka jižně od obce Louka v okrese Blansko. Důvodem ochrany je přestárlý bukový porost s jasanem a bohatou květenou.

## Fotogalerie

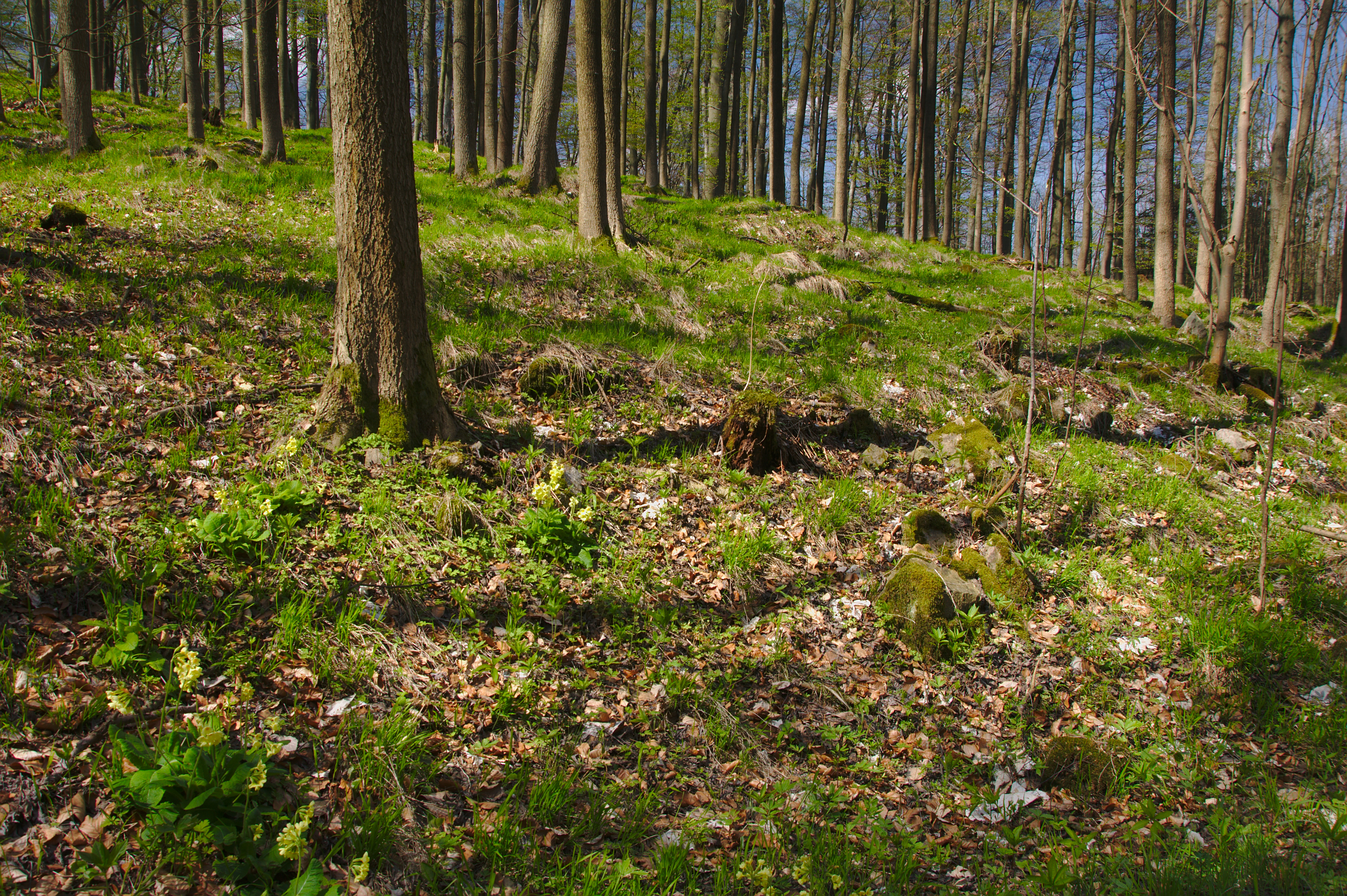
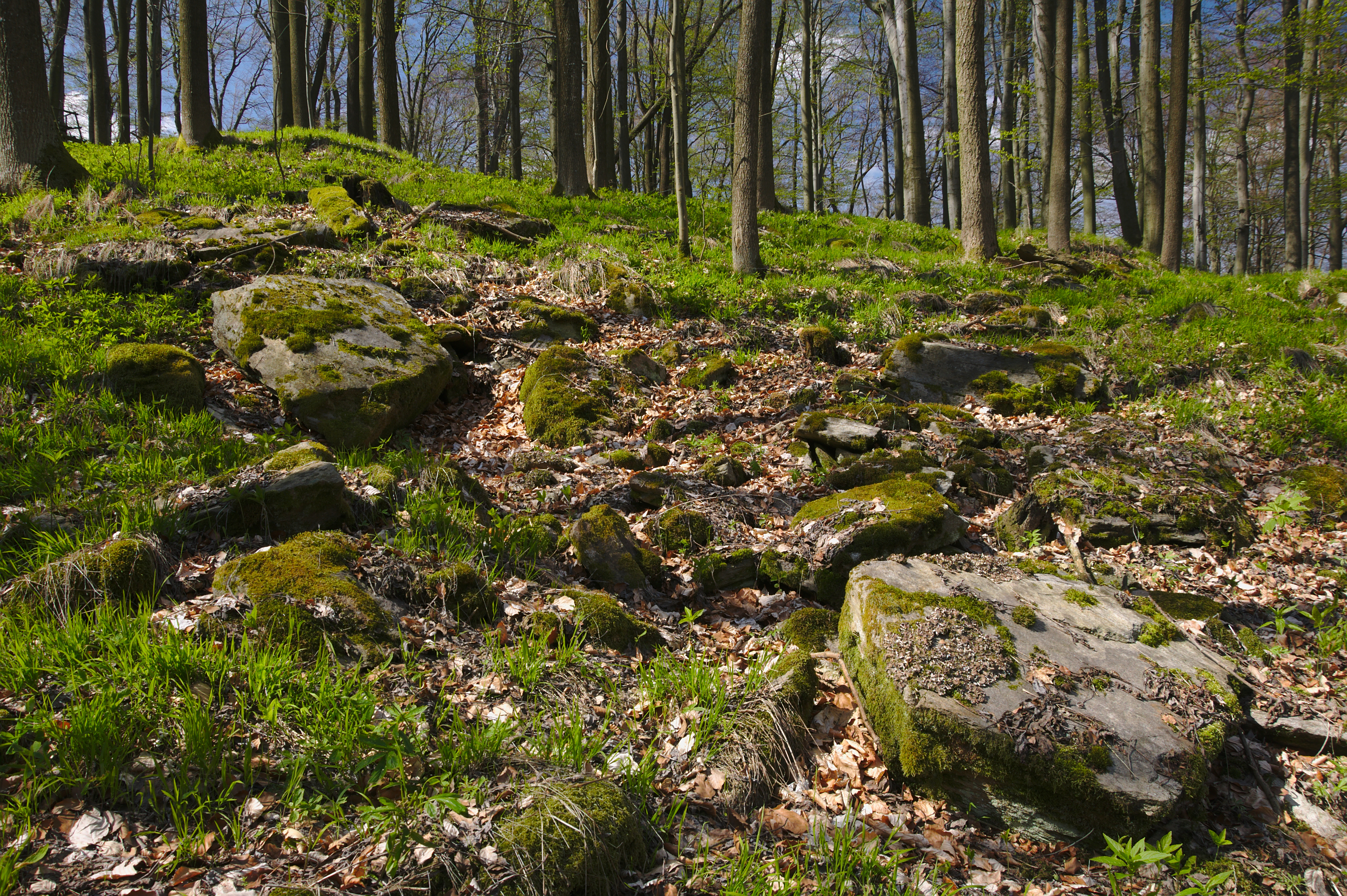
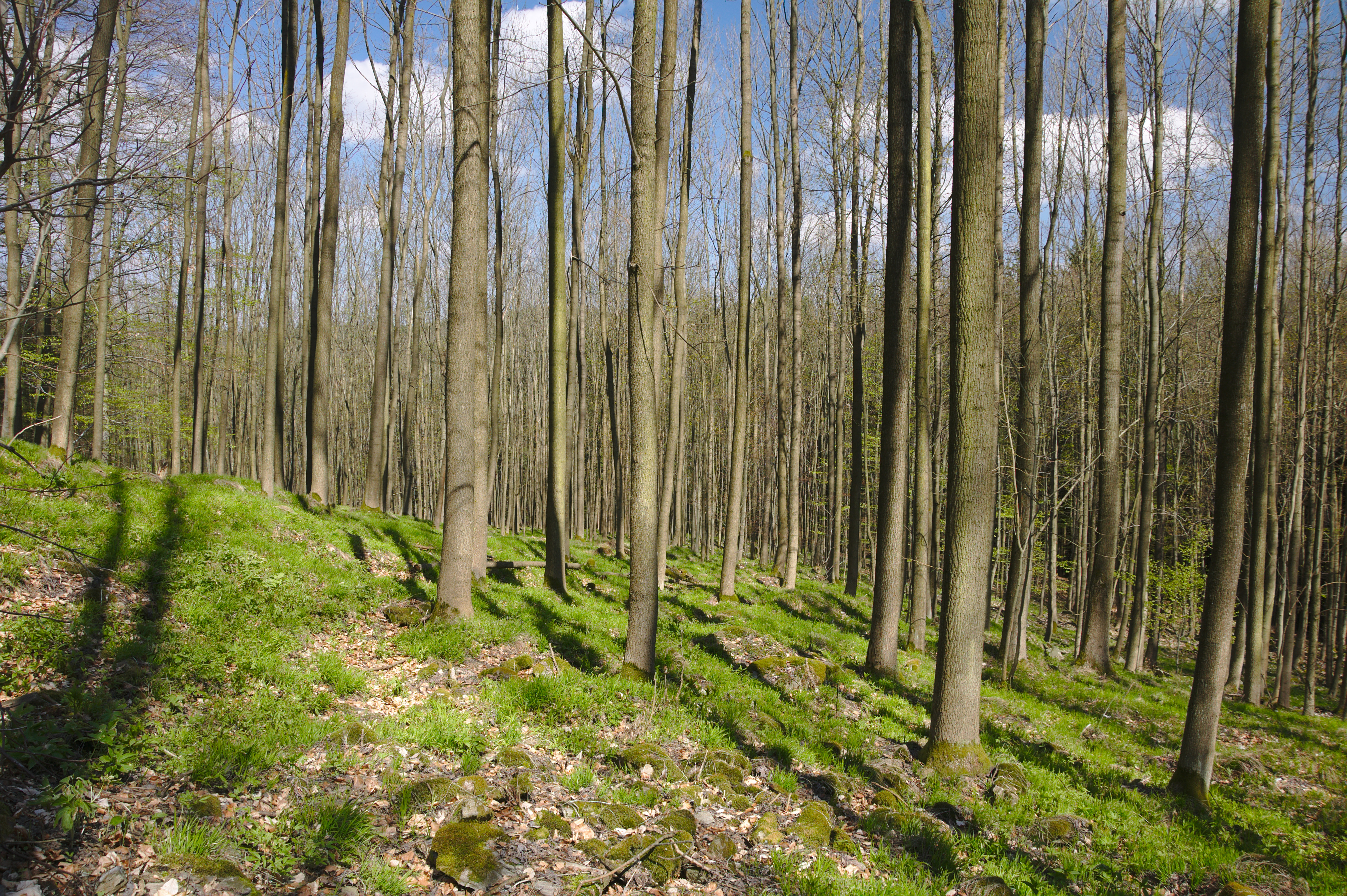
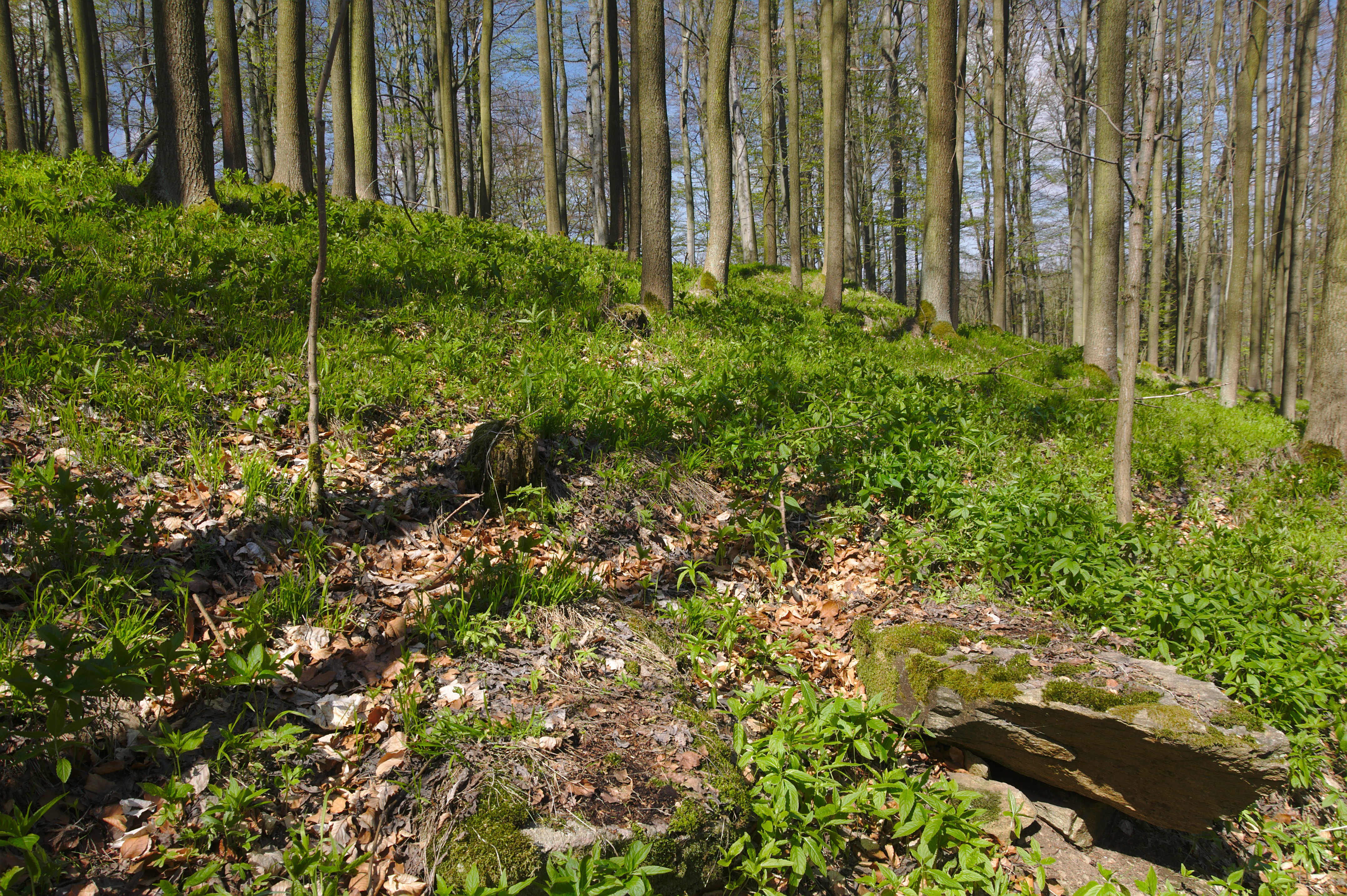
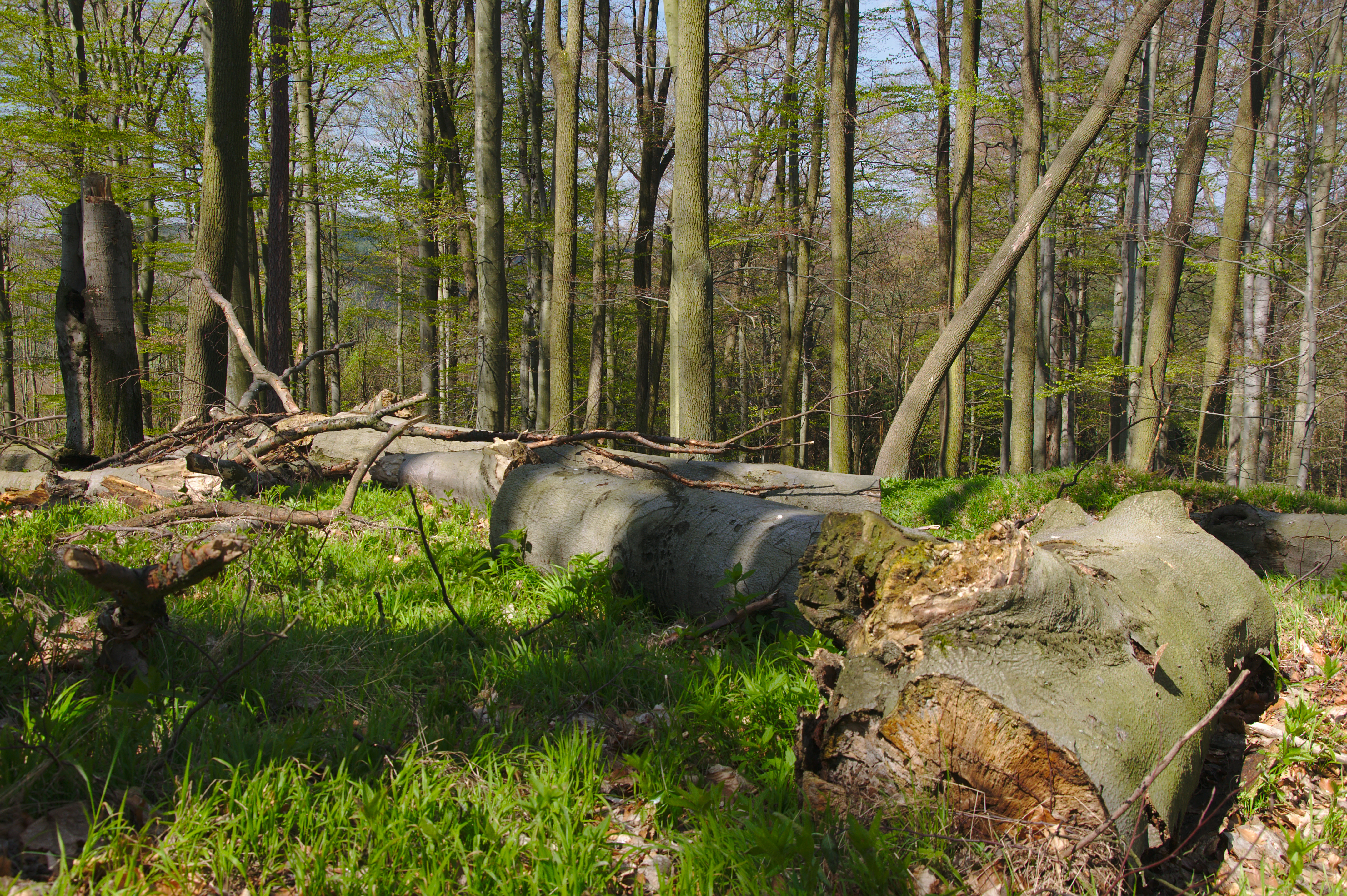
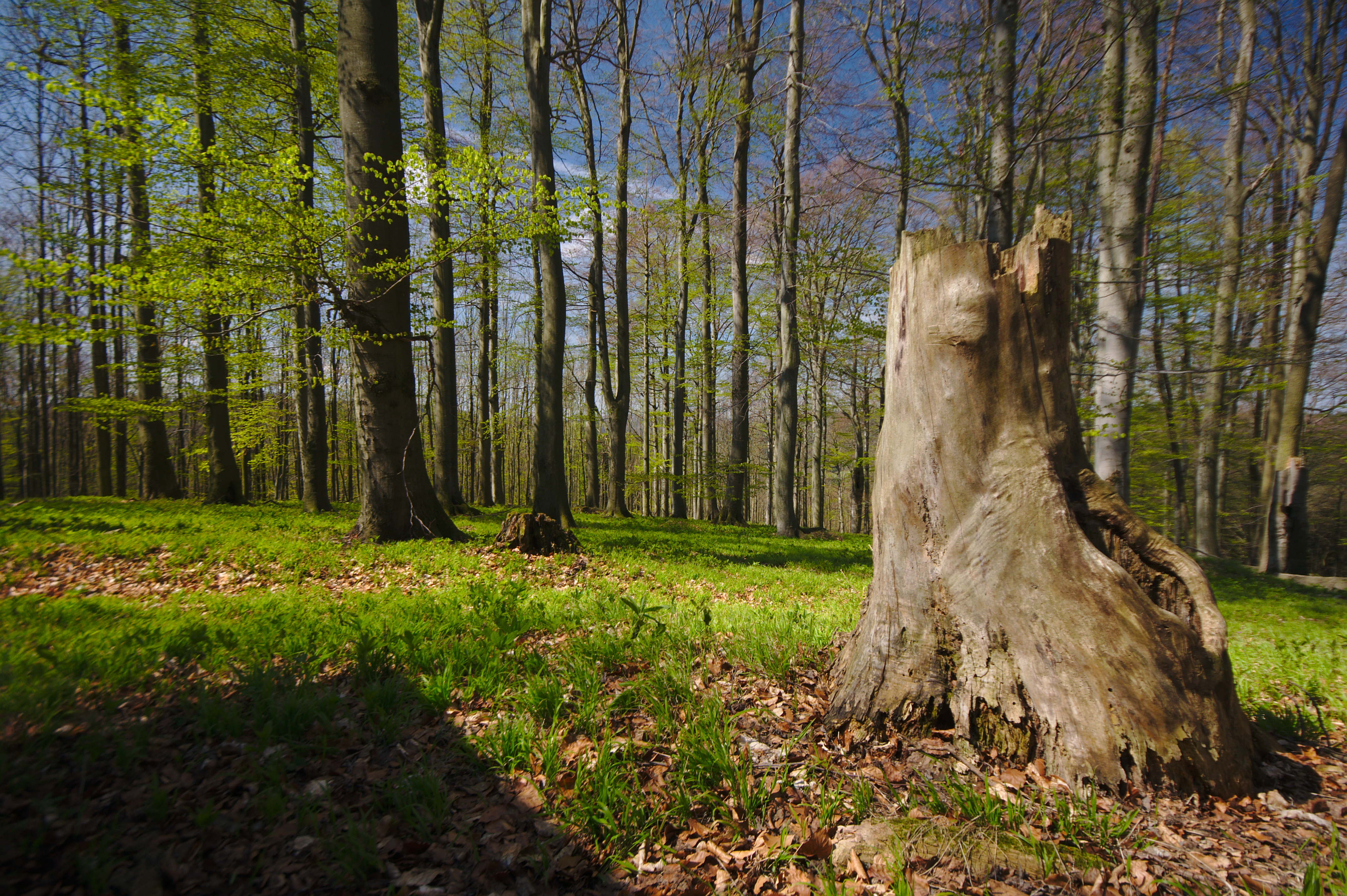
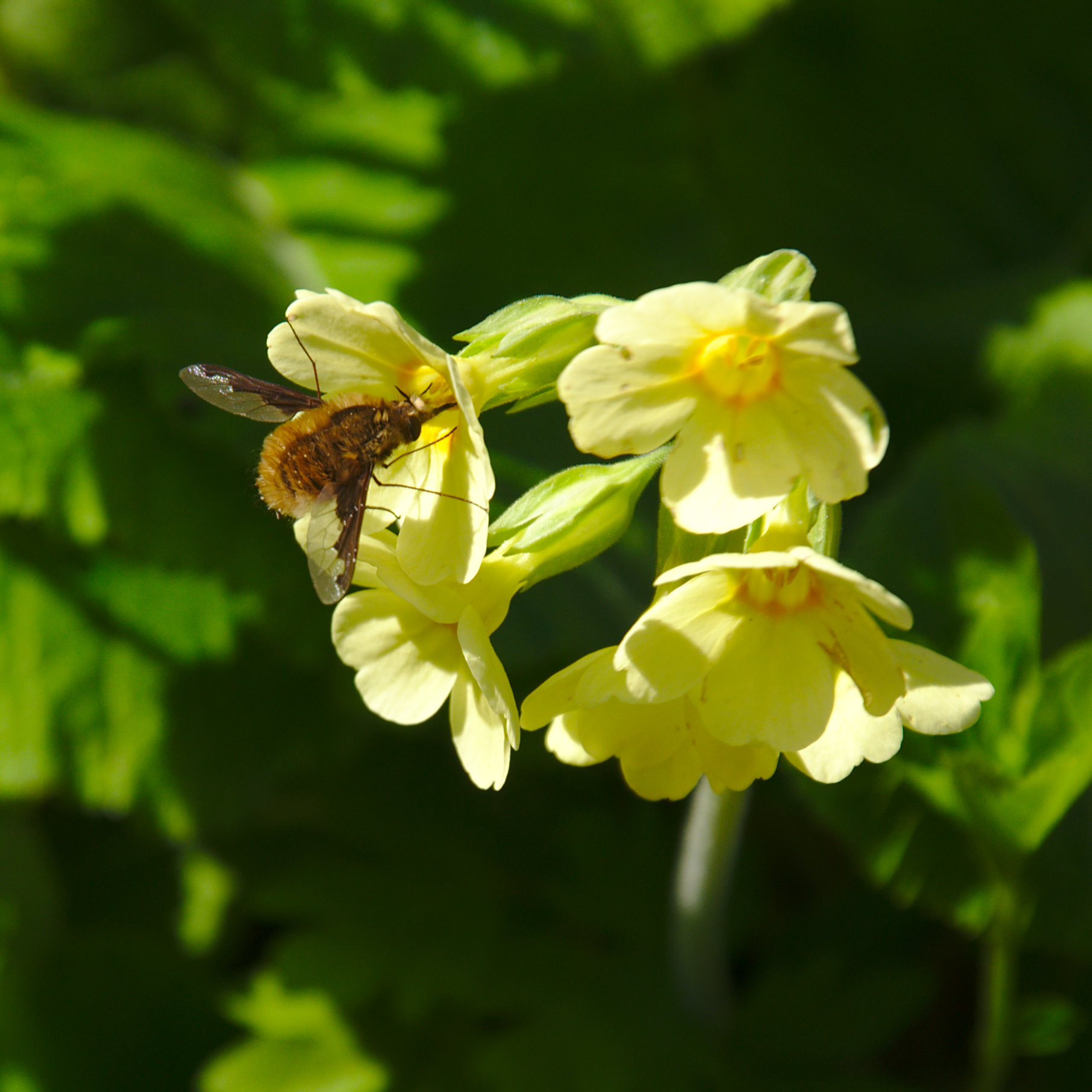